# Alibamu

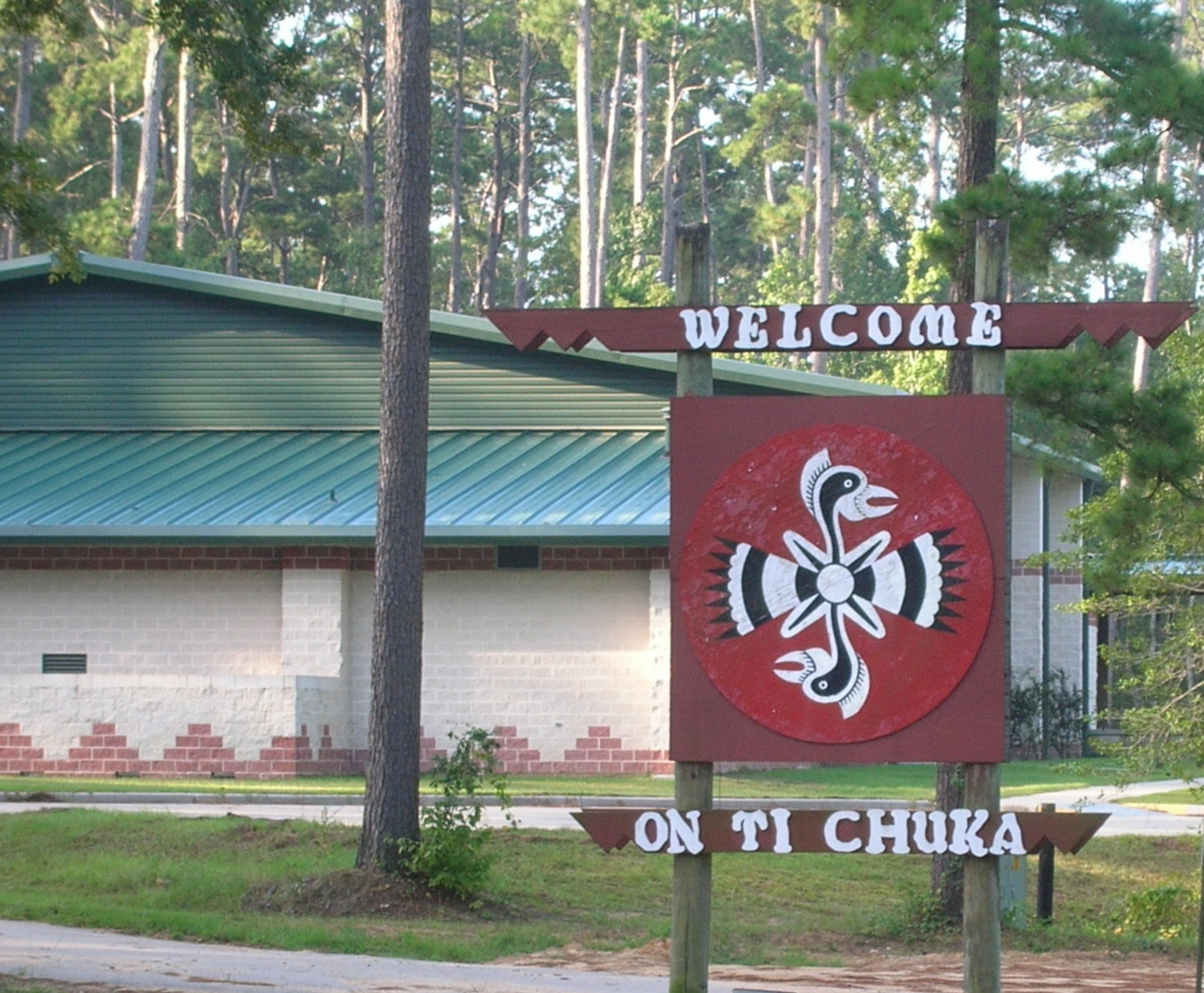
Powitalny znak przy wjeździe do rezerwatu Indian Alibamu w Teksasie

Alibamu – plemię Indian Ameryki Północnej należące do federacji Krików i zamieszkujące południowe obszary stanu Alabama (stąd nazwa stanu). Alibamowie gwałtownie opierali się ekspansji białych w XVI i XVII w., a później – choć stosunki uległy ociepleniu – odrzucali wszystko, co pochodziło od Europejczyków: resztki jedzenia pozostawionego przez nich wyrzucali, przedmioty (zdobyte, znalezione lub zakupione) przed użyciem myli dokładnie z zachowaniem mistycznego obrządku.
Mieli nietypowy zwyczaj chłostania chłopców i dziewcząt podczas uroczystej inicjacji; chłosta poprzedzała wykład jednego ze starszych członków rady plemiennej.
Niewielki grupy Alibamów żyją po dziś dzień w Oklahomie; istnieje też ich rezerwat i osiedle w hrabstwie Polk w Teksasie.